# Kerinci
A Kerinci-hegy az indonéziai Szumátra szigetén található, az Egyenlítőtől pár fokkal délre. 3805 m-es magasságával a Kerinci Szumátra legmagasabb hegye és egyben Indonézia legmagasabb vulkánja. A kb. 600 m átmérőjű kráterből folyamatosan kénes gőzök távoznak és néhány évente kisebb kitörések is jelzik a vulkán aktív állapotát. A hegy a Kerinci Seblat Nemzeti Park területének része. A parkban gyönyörű esőerdők és köderdők, a magasabb régiókban fenyvesek, míg az alacsonyabb területeken mezőgazdasági területek, köztük teaültetvények találhatók. A nemzeti parkot 1982-ben hozták létre, területe kb. 15 ezer km². A 28 fokos éves középhőmérséklet és az évi kb. 3000 mm csapadék igazi trópusi életteret biztosít a több ezer növényfaj mellett főemlősöknek, több tucat emlősnek (köztük olyan veszélyeztetett fajoknak, mint a szumátrai tigris és a szumátrai orrszarvú), rengeteg madárnak, valamint hüllőknek és kétéltűeknek egyaránt.

## Mászás
A vulkán a lábánál elterülő Sungai Penuh településről közelíthető meg a legjobban. Megmászása nem igényel speciális felszerelést, azonban nagyon ajánlott a megfelelő bakancs, mely különösen jó szolgálatot tesz a felsőbb régiók sziklás terepén. Igazi élményt nyújt a hegy, megművelt területekről indulunk, majd bőgőmajmok hangorkánjával kísérve vághatunk át az esőerdővel borított részen, mely szakállzuzmóival és fán lakó orchideáival mesebeli tájat varázsol elénk. A felsőbb régióban alpesi jellegű fenyveseken vágunk át, majd véget ér a növényöv és a kráter peremére tarajokkal csipkézett sziklás terepen jutunk fel. A vulkán teteje gyakran burkolózik felhőkbe. A mászásra több napot ajánlanak, azonban a fizikailag felkészültek és a bátrak egy nap alatt is teljesíthetik a feladatot. A kiindulási pont Kersik Tuo (mikrobusszal érhető el Sungai Penuhból), ahonnan kb. 2250 m szintkülönbséget kell leküzdeni a kráter pereméig, kora reggeli indulással estére vissza is térhetünk. Tájékozódási nehézséget csak a felső, kopár régió jelent, különösen befelhősödés és eső esetén, amikor a látótávolság rendkívüli mértékben lecsökkenhet. Helyi vezető felfogadása célszerű lehet a kevésbé gyakorlott túrázók számára.
1. ↑  https://www.peakbagger.com/peak.aspx?pid=10994